# Clonaria laminifera
Clonaria laminifera är en insektsart som först beskrevs av Lucien Chopard 1938.  Clonaria laminifera ingår i släktet Clonaria och familjen Diapheromeridae. Inga underarter finns listade i Catalogue of Life.